# Кочерги
Кочерги (на украински: Кочерги; на руски: Кочерги) е село в Конотопски район на Сумска област в Украйна. Част е от Путивълската селищна териториална община.
Според Преброяването на населението в Украйна през 2001 г., населението наброява 336 души.
Идентификационният код на селото според въведеният през 2020 г. Кодификатор на административно-териториалните единици и територии на териториалните общини (КАТОТТГ) е: UA59020150200041095.

## География
Село Кочерги е разположено на брега на река Есман, нагоре по течението в северна посока граничи със селата Кубареве (на 1,3 km по права линия) и Мацковe (на 2,1 km по права линия), а надолу по течението на разстояние 2 km се намира село Волокитине. Край селото има малка гора (дъб, бор). Административният център на общината – град Путивъл – се намира на 5 km южно по права линия. На 21 km североизточно се намира град Глухов. На 5 km западно се намират селата Зазирки и Калашинивка.

## Име
Стари имена на селото са Кочерижа и Кочереги.
Краеведствените исторически материали свидетелстват, че в това селище са живели занаятчии, които са били известни с производството на различни предмети от бита, включително ръжени (на украински: кочерги). Оттам произлиза и името на селото.

## История
Околностите са били населени още в древността. За това свидетелстват останките от четири древни селища, разположени на юг и югозапад от селото, датиращи от Бронзовата епоха и Средновековието.
Времето на възникване на днешното село Кочерги е неизвестно. Най-ранните сведения за селото се намират в т. нар. Книга за Путивълски край от 1594 г., която се съхранява в Руския държавен архив на древните документи в Москва. В документа се посочва, че през 1590 г. с царска дарствена грамота на Феодор I Иванович село Кочерижа в Новгород-Сиверския повят на Московското царство, заедно с прилежащите му земи, е предоставено на „болярските синове“ – „Васко Горяинов, син на Офремов, и Мелешко Осипов, син на Горянов“ като поземлено феодално владение за тяхната военна служба като конни подпалвачи.
Други исторически извори сочат, че преди 1618 г. селото е било собственост на „синовете на болярите“ Юдиновци и Карачовци. Жителите са плащали данък от 5 осмини жито годишно (осмина е древна мерна единица за насипни вещества, равна на приблизително 105 литра).
След Деулинското примирие от 1618 г. Кочерги става част от Полско-литовската държава. Няколко години по-късно обаче Смоленската война от 1632-1634 г. между Полско-литовската държава и Московското царство приключва с подписването на Поляновския мирен договор, който установява нова граница между двете държави и селото се връща в състава на Московското царство.
През 1619 г. в Кочереги имало 10 поданика. А според регистъра за събиране на данък за земя през 1638 г. в „село Кочереги“ имало 7 двора (селски домакинства). Според историка Петро Кулаковски през 1638 г. селото е собственост на полския магнат (дворянин, киевски кастелан) Александър Песочински, който получава официално кралско „потвърждение“ през октомври 1639 г. за владение на селото. Петро Кулаковски обаче цитира множество данни, според които през същата 1639 г. собственик на селото е полският благородник Адам Вишневски.
След прогонването на полско-литовците през 1648 г. и основаването на Казашкото хетманство, селото остава свободно – т. е. принадлежало е на местната управа (кметството), а не на нечий благородник като господар.
Но през 1687 г. хетман Иван Мазепа дава село Кочерги като феодално владение на полковника на Стародубския полк (териториално-административна, съдебна и военна единица на Казашкото хетманство и след неговото анектиране – на Руската империя) – благородника Михаил Андреевич Миклашевски. Феодалният статус спрямо Михаил А. Миклашевски и наследниците му е потвърден с царска дарствена грамота от цар Иван Алексеевич, цар Петър Алексеевич и царевня София Алексеевна от 15.03.1689 г.
През 1706 г. Михаил А. Миклашевски е убит край полския град Несвиж в битка срещу шведите по време на Великата северна война. Многобройните му владения са разделени между синовете му Андрей, Степан и Иван. Село Кочерги се пада на сина му Степан Михайлович Миклашевски. Феодалният статус спрямо Степан М. Миклашевски и наследниците му впоследствие е потвърден с хетмански универсал на хетман Иван Скоропадски от 16.12.1710 г. След смъртта на Степан, селото се наследява от синът му Михаил Степанович Миклашевски. По-нататъшните потомци на рода Миклашевски притежавали селяните до премахването на крепостното право през 1861 г., а селото – до рухването на Руската империя. 
Основният поминък е бил земеделието и каменоделството. Добивът на пясъчник в Кочерги започва през 1840 г. Камъкът се е отломвал през лятото, а по-напредналата обработка се е извършвала през цялата година. Добиват се пясъчници с различно качество – от дребнокристални до такива с високо съдържание на кварцови кристали. Този камък се е използвал за пътни настилки, тротоари, подове, фундаменти и за направата на мелници за брашно. Мелничните камъни от селото са били добре известни не само в околността. Те се продавали в Киев и дори в Москва. През 1884 г. в Кочерги са произведени 586 мелнични камъка, а през 1885 г. – 650.
Камъкът се добивал в две кариери, като едната от тях е принадлежала на Андрей Михайлович Миклашевски. Собственик на втората е бил г-н Мазуркевич, а според по-късни документи е посочен Георгий Олександрович Глазенап.
През 1877 г. в Кочери е открито начално народно училище. Сградата на училището била дървена и покрита със слама. През 1897 г. в него се обучават 70 ученици (62 момчета и 8 момичета). Училището е финансирано от областната управа.
По време на Октомврийската революция от 1917 г. генерал Глазенап става един от ръководителите на белогвардейското движение, а по-късно активен участник в „бялата“ емиграция на Запад.

### Съветско време
Жители на село Кочерги участват в Първата световна война и в революционните събития между 1917 и 1920 г., когато се установява комунистическия режим. През 1920 г. те се разбунтуват срещу политиката на военен комунизъм, провеждана от съветското правителство. Командир на местния партизански отряд става Петро Царенко, а началник на щаба – Михайло Сиромолотни. Властите изпращат Седма стрелкова дивизия, за да потуши селското движение в Глухов, Путивъл и други райони. За участие в антисъветското въстание на 97 домакинства е наложена контрибуция (изземане): 17 коня, една крава, четири прасета, фураж, храна, дрехи и пари в размер на 12408 рубли.
По време на колективизацията в село Кочерги е създаден колхоз на име „Парижка комуна“. Освен това е създаден и промишлен предприятие на име „Ворошилов“, чиито основни продукти са медникарски изделия и колела за каруци.
Втората световна война (1939-1945 г.) отнема живота на 214 жители, от които 138 са убити на фронта, а 76 са жители – партизани, съпротивници, мирни граждани. В следвоенните години жителите на Кочерги възраждат селото. По-нататъшното развитие на колхозното стопанство е съпроводено с многобройни реорганизации, а след демократичните промени през 1990-те години те са затворени.

## Население
Според преброяване на населението от 1736 г., в Кочерги има 51 двора. През 1781 г. е имало 64 двора и 87 къщи, като преобладаващата част от селяните (59 двора и 73 къщи) са били крепостни селяни на рода Миклашевски.
През XIX век населението се увеличава. Така в книгата „Волости и най-важните села на Европейска Русия“ (1885 г.) се съобщава: „В Кочерги има 124 двора, 836 жители, православна църква, гостилница, два пазара, три вятърни мелници и две каменоломни“. През 1897 г. там вече има 185 двора и 1384 жители.
През 1926 г. в Кочери имало 227 домакинства и 1147 жители.
Според преброяването на Украинската ССР от 1989 г. населението на селото е 353 души, от които 151 мъже и 202 жени.
Според преброяването на Украйна от 2001 г. в селото са живели 336 души.
През 2012 г. населението се състои от 94 домакинства и 223 жители.

### Езици
Разпределение на населението по роден език според преброяването от 2001 г.:
| език      | процент |
| --------- | ------- |
| Украински | 91,37 % |
| Руски     | 8,63 %  |

## Църква „Св. Николай“
През XVIII век в селото е имало дървена църква „Св. Николай“, която в началото на XIX век запада. На нейно място през 1807 г. (според други източници - през 1790-1801 г.) е построен тухлен храм по възложение и за сметка на местния помещик (феодал) – благородника Михаил Петрович Миклашевски.
Автор на проекта е известният архитект, родом от Шотландия, Адам Менелас (1753-1831 г.), който през 1784 г. пристига в Руската империя, където той твори. Много сгради са проектирани от Менелас в Петерхоф, Царско село, Московска област и в Украйна, където той работи като архитект за графовете от рода Разумовски.
Църквата е построена по същия проект като църквата-гробница „Възкресение Господне“ на хетмана граф Кирил Разумовски в Батурин (1803 г.) и църквата „Успение Богородично“ в село Нови Бикив в Черниговска област (1804 г.).
Църквата е разположена на висок хълм на десния бряг на река Есман и се вижда не само от всеки ъгъл на селото, но и от съседните села. Построена е в класически стил. Над притвора на църквата се издига ниска четиристенна камбанария, увенчана с малък кръгъл купол. В централната част на сградата има голям кръгъл купол с цилиндричен купол над него. От южната и западната страна на църквата са разположени портали с фронтони, поддържани от четири колони. Олтарът е полукръгъл. Във вътрешността на църквата се съхранява гробът на нейния основател. Църквата в Кочерги като по чудо оцелява по време на преследването на религията по време на съветската власт. Днес (2012 г.) тя се нуждае от сериозен ремонт и реставрация.
Църквата е една от видните храмови сгради от епохата на зрелиякласицизъм в Украйна.

## Известни хора
- Иван Константинович Сиромолотни — журналист, директор на Радиотелеграфната агенция на Украйна (РАТАУ). Кандидат за член на ЦК на КП(б)У през 1940-1949 г.; член на нелегалния ЦК на КП(б)У от октомври 1942 г. до юни 1943 г.; държавен и партиен ръководител от съветската епоха (1903-1979), доктор по икономика, професор, ректор на Сумския национален аграрен университет (1997-2005).
- Олександър Михайлович Царенко — украински политик, депутат във Върховната рада (2002-2006 г.); член на политическия съвет на Социалдемократическата партия на Украйна (обединени) (от март 2003 г.), член на политбюро (от юли 2004 г.), секретар на Сумския областен комитет на партията (от април 2004 г.).